# Gorge du Dniestr
La gorge du Dniestr (en ukrainien : Дністровський каньйон), ou parfois canyon du Dniestr, est la gorge du Dniestr en Ukraine.
Depuis 2010, elle est distinguée par le parc naturel national de la gorge du Dniestr.

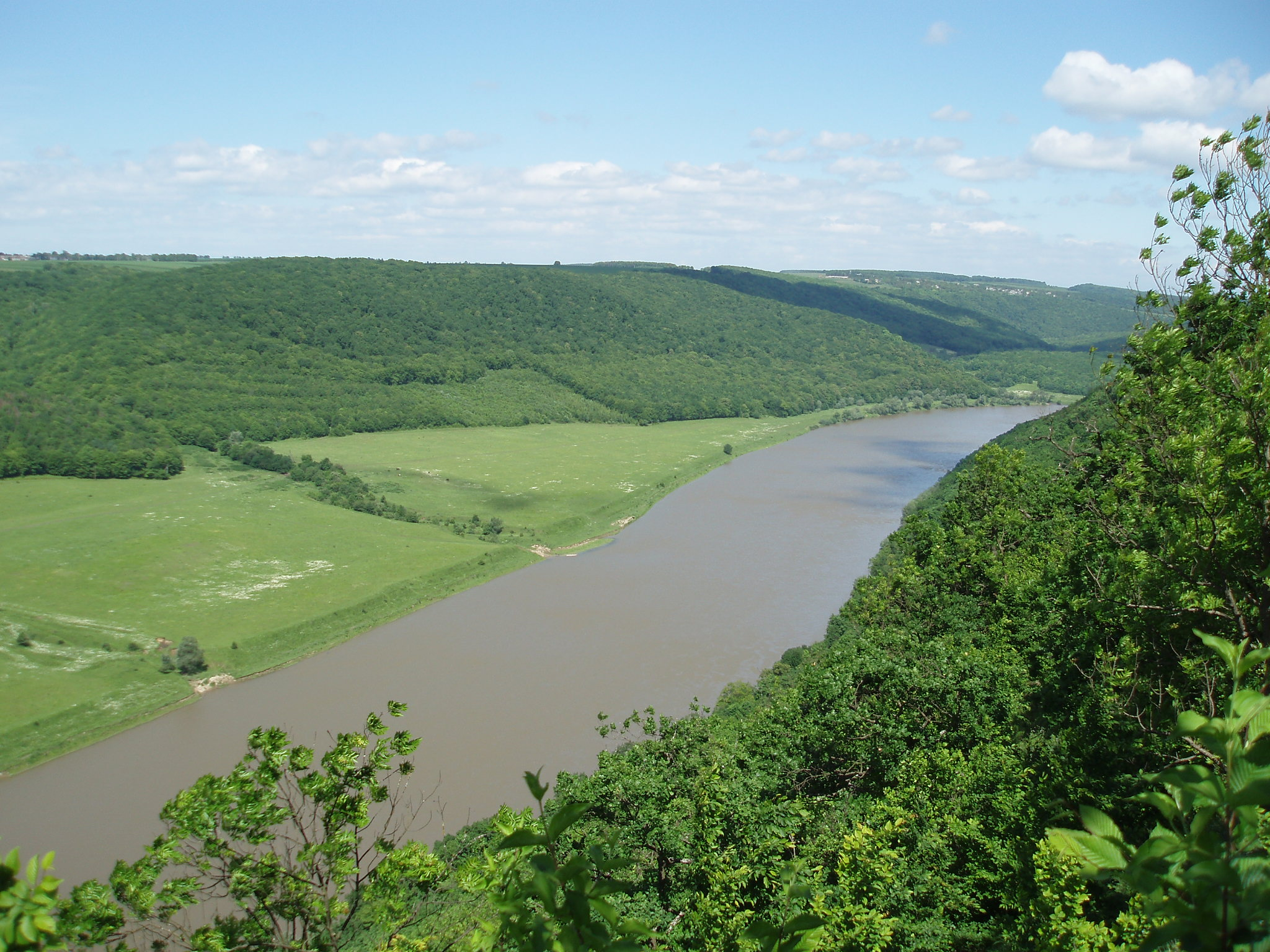
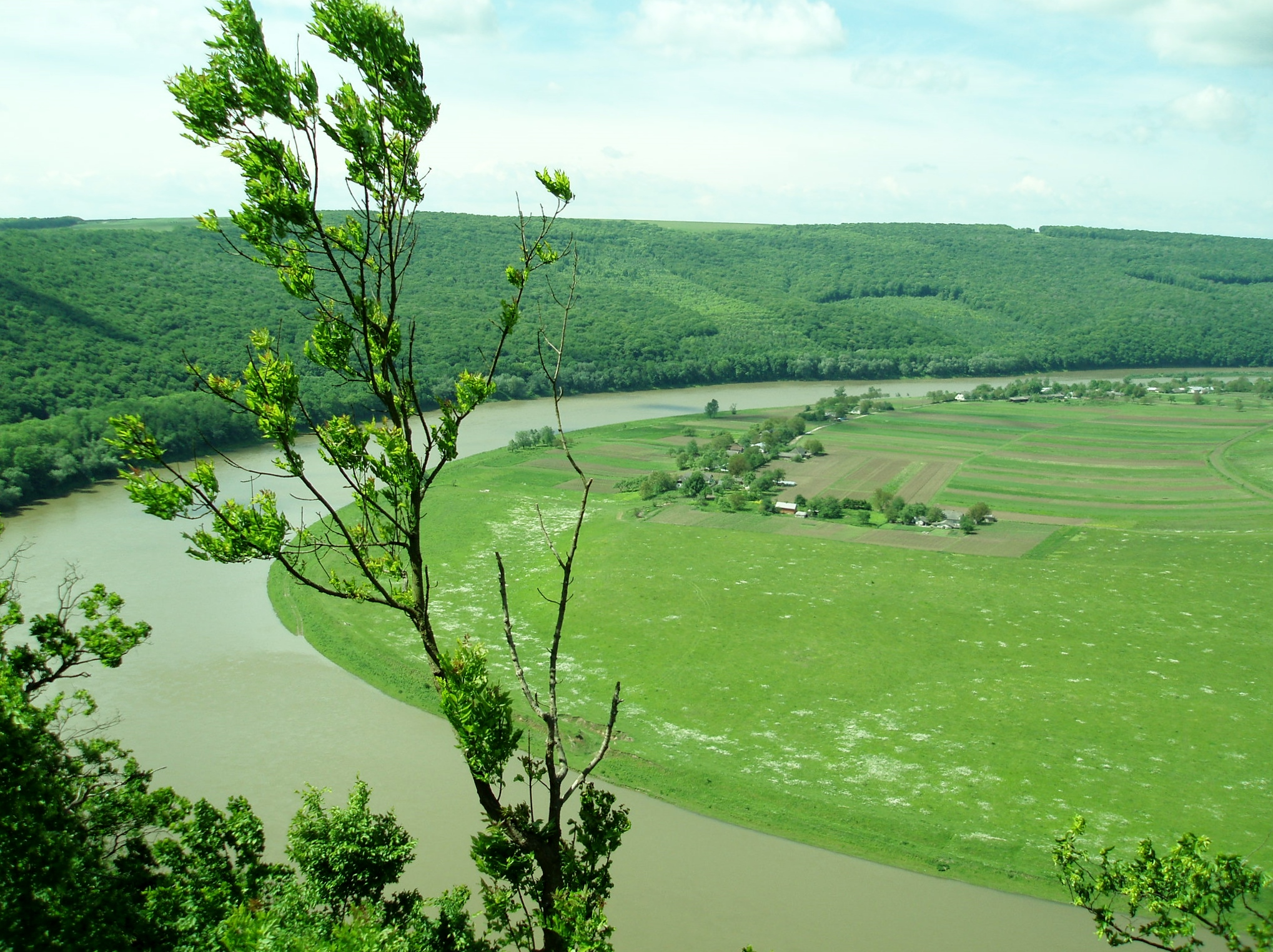
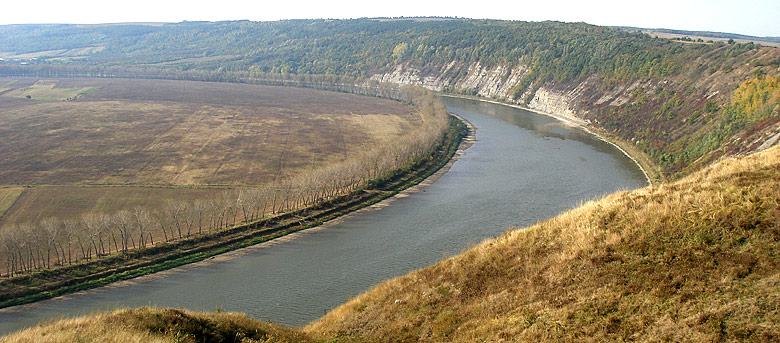
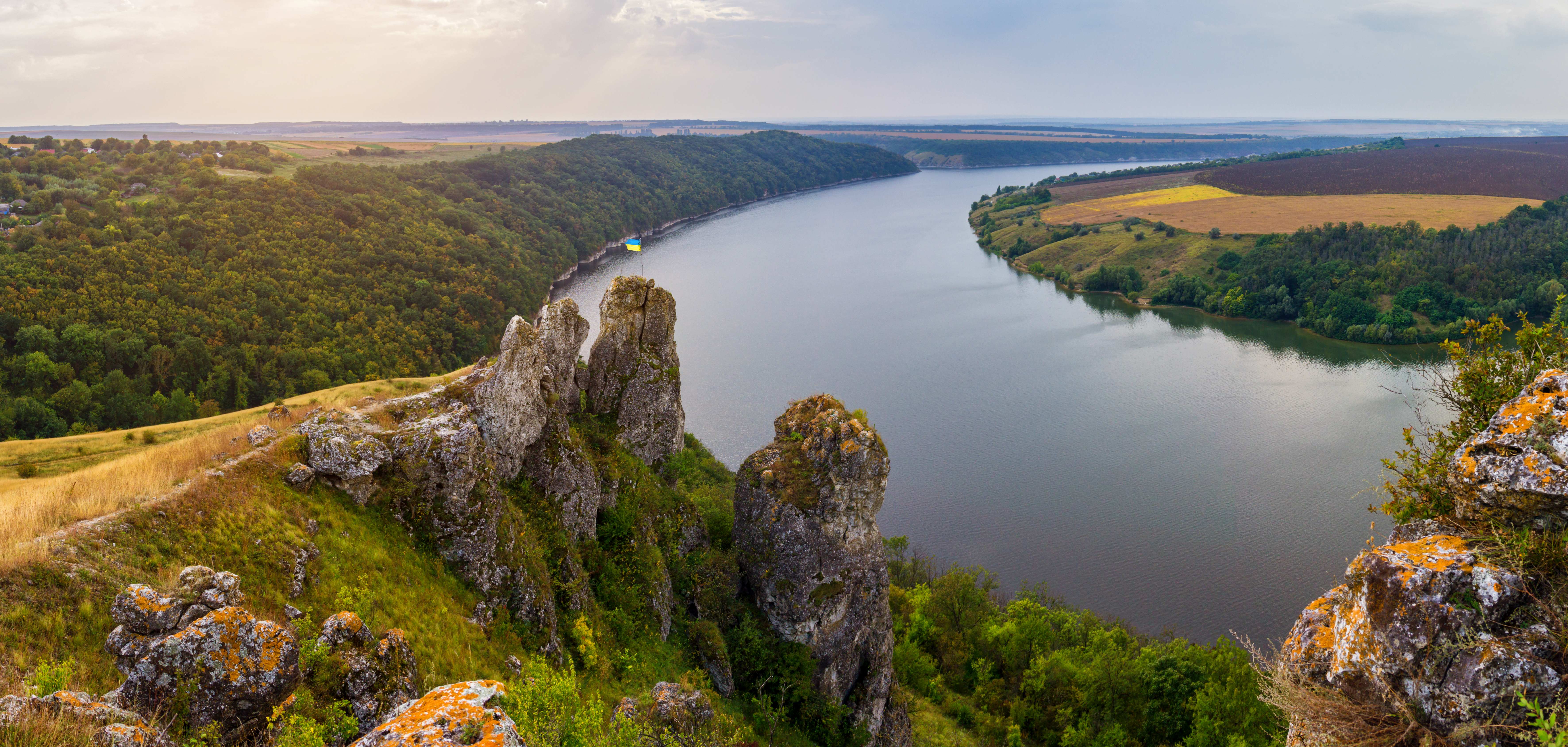